# Михайловский, Михаил Алексеевич
Михаи́л Алексе́евич Михайло́вский — председатель Госсовета Чувашской Республики с 17 апреля 2001 года по 15 декабря 2011 года.
Секретарь политсовета Чувашского регионального отделения Всероссийской политической партии «Единая Россия», член Генерального совета Всероссийской политической партии «Единая Россия».

## Биография

### Происхождение
Родился 21 апреля 1947 года в селе Янтиково Яльчикского района Чувашской АССР, чуваш. Образование высшее, в 1971 году окончил агрономический факультет Чувашского сельскохозяйственного института; в 1982 году — Горьковскую высшую партийную школу. 

### Карьера
- 1965—1966 годы — учитель физической культуры Яльчикской средней школы Яльчикского района Чувашской АССР.
- 1966—1968 годы — студент Чувашского сельскохозяйственного института, окончил ЧГСХИ в 1971 году[2].
- 1968—1970 годы — экономист колхоза имени Ульянова Комсомольского района Чувашской АССР.
- 1970—1973 годы — агроном, главный агроном управления сельского хозяйства Шемуршинского райисполкома Чувашской АССР.
- 1973—1976 годы — главный агроном управления сельского хозяйства Цивильского райисполкома Чувашской АССР.
- 1976—1980 годы — директор совхоза «Булдеевский» Цивильского района Чувашской АССР.
- 1980—1985 годы — второй секретарь Цивильского райкома КПСС Чувашской АССР.
- 1985—1988 годы — председатель колхоза «Победа» Яльчикского района Чувашской АССР.
- 1988—1992 годы — заместитель директора совхоза «Ивановский» Рославльского района Смоленской области.
- 1993—1996 годы — помощник главы, первый заместитель главы Цивильской районной администрации, директор Цивильской типографии Чувашской Республики.
- С декабря 1996 года по ноябрь 1998 года — глава самоуправления Цивильского района Чувашской Республики.
- 12 июля 1998 года избран депутатом Государственного Совета Чувашской Республики второго созыва от Чурачикского избирательного округа № 45.
- 27 ноября 1998 года избран заместителем Председателя Государственного Совета Чувашской Республики, работающим на профессиональной постоянной основе.
- 17 апреля 2001 года на очередной двадцать седьмой сессии Государственного Совета Чувашской Республики второго созыва избран Председателем Государственного Совета Чувашской Республики.
- 21 июля 2002 года избран депутатом Государственного Совета Чувашской Республики третьего созыва от Тойсинского избирательного округа № 8.
- 26 июля 2002 года на первой сессии Государственного Совета Чувашской Республики третьего созыва избран Председателем Государственного Совета Чувашской Республики.
- С 11 декабря 2015 года — член Совета старейшин при Главе Чувашской Республики[3].

## Семья и личная жизнь
Женат, имеет двоих детей.
Михаил Михайловский заявил в местном парламенте 28 апреля 2011 года, что в республике «основной язык — чувашский, а уже потом русский идёт».

## Награды
- Орден «За заслуги перед Чувашской Республикой» (2006) — за большой вклад в социально-экономическое развитие Чувашской Республики и законотворческую деятельность[7].
- Почетная грамота Совета Федерации Федерального Собрания Российской Федерации,
- Почетная грамота Государственной Думы Федерального Собрания Российской Федерации,
- Почетная грамота обкома КПСС и Совета Министров Чувашской АССР,
- Почетная грамота Государственного Совета Чувашской Республики[2].